# Kanton Aucun
Kanton Aucun (francouzsky Canton d'Aucun) je francouzský kanton v departementu Hautes-Pyrénées v regionu Midi-Pyrénées. Tvoří ho 10 obcí.

## Obce kantonu
- Arbéost
- Arcizans-Dessus
- Arras-en-Lavedan
- Arrens-Marsous
- Aucun
- Bun
- Estaing
- Ferrières
- Gaillagos
- Sireix